# Hội Liên hiệp Quốc dân Việt Nam
Hội Liên hiệp Quốc dân Việt Nam - gọi tắt là Liên Việt - là tổ chức liên hiệp các tổ chức chính trị và xã hội với mục đích đoàn kết tất cả các lực lượng và đồng bào yêu nước Việt Nam không phân biệt đảng phái, giai cấp, tôn giáo, xu hướng chính trị, dân tộc để làm cho nước Việt Nam độc lập, thống nhất, dân chủ, phú cường. Hội ra đời trong bối cảnh Pháp cho phép Nguyễn Văn Thinh lập Cộng hòa tự trị Nam Kỳ trong Liên bang Đông Dương, vi phạm Hiệp định sơ bộ 6 tháng Ba, và nhằm chống chia rẽ của Pháp.
Hội ra đời nhằm thực hiện chủ trương mở rộng Mặt trận dân tộc thống
nhất trong việc thu hút nhân sĩ, trí thức, quan lại cũ, nhà điền chủ, công
thương gia vì một lý do nào đó trước đây chưa có quan hệ với Việt Minh hoặc
chưa vào Việt Minh, nay muốn gia nhập một hình thức tổ chức thích hợp để có điều
kiện góp phần vào sự nghiệp củng cố nền độc lập của nước nhà.
Cương lĩnh của Hội viết:
"Mục đích đoàn kết tất cả các đảng phái yêu nước và
đồng bào yêu nước vô đảng phái, không phân biệt giai cấp, tôn giáo, xu hướng
chính trị, chủng tộc để làm cho nước Việt Nam: Độc lập - Thống nhất - Dân chủ -
Phú cường".
Ở phần Chính trị chung của Cương lĩnh viết: "1- Giữ
vững quyền tự chủ để đi đến hoàn toàn độc lập. 2- Thống nhất Trung - Nam - Bắc
làm cho lãnh thổ Việt Nam được trọn vẹn. 3- Thực hiện và củng cố chế độ dân chủ
cộng hòa trong toàn cõi Việt Nam. 4- Bình đẳng, tương trợ và đoàn kết với tất cả
các dân tộc thiểu số". 
Hội đề ra bốn nhiệm vụ khẩn cấp và nhấn mạnh: trong giờ phút lịch sử tồn vong của quốc gia, dân tộc, những mâu thuẫn giữa các xu thế chính trị, các tôn giáo, các giai cấp, những sự chia rẽ vô lý giữa các dân tộc đều phải được dàn xếp, xóa bỏ và nhường bước cho sự đại đoàn kết rộng rãi, thành thực, vững chắc. Trên báo Sự thật cho biết "Việc thành lập hội này cũng là một trả lời đích đáng cho các hạng Việt gian phản động cam tâm làm tay sai cho ngoại quốc chống lại quyền lợi của toàn dân và toan dựa vào sức người hòng lập "chính quyền địa phương tự trị".

## Thành lập
Ban vận động thành lập Hội gồm 27 người, trong đó có đại biểu của Việt Minh (Hồ Chí Minh, Nguyễn Lương Bằng, Võ Nguyên Giáp, Phạm Văn Đồng, Dương Đức Hiền, Cù Huy Cận....), đại biểu các giới (chí sĩ Huỳnh Thúc Kháng, nhà tư sản theo đạo Thiên chúa Ngô Tử Hạ, các học giả Nguyễn Văn Tố, Nguyễn Văn Luyện, Phan Anh, cựu Thượng thư Bùi Bằng Đoàn), đại biểu Việt Nam Quốc dân Đảng (Chu Bá Phượng, Nguyễn Tường Tam, Nguyễn Tường Long, Vũ Hồng Khanh). Cơ cấu của Ban vận động đã thể hiện tính liên minh, liên hợp, đại diện của các tổ chức, đảng phái. Ngày ngày 29 tháng 5 năm 1946, Hội Liên hiệp quốc dân Việt Nam, gọi tắt là Liên Việt, chính thức tuyên bố thành lập tại Hà Nội. Hồ Chí Minh được bầu là Hội trưởng danh dự, Huỳnh Thúc Kháng là Hội trưởng và Tôn Đức Thắng là Phó Hội trưởng.
Tháng 6/1946, Hội Liên hiệp Quốc dân Việt Nam được thành lập tại Nam Bộ. Nguyễn Bình chủ trương giải tán Mặt trận Quốc gia liên hiệp để tập hợp lực lượng kháng chiến vào Hội Liên hiệp Quốc dân Việt Nam.

## Các tổ chức tham gia
Lúc này Đảng Cộng sản Đông Dương đã "giải thể" vào hoạt động bí mật, công khai trong hàng ngũ những người Việt Minh hoặc Hội nghiên cứu chủ nghĩa Marx.
- Việt Nam Độc lập Đồng minh (tức Việt Minh): Chủ nhiệm là Nguyễn Lương Bằng, Bí thư là Hoàng Quốc Việt; thành lập ngày 19/5/1941)
- Hội nghiên cứu chủ nghĩa Marx tại Đông Dương (tức Đảng Cộng sản Đông Dương): Chủ tịch là Hồ Chí Minh, Tổng Bí thư là Trường Chinh; thành lập ngày 3/2/1930
- Đảng Dân chủ Việt Nam: Tổng Thư ký là Dương Đức Hiền; thành lập ngày 30/6/1944
- Đảng Xã hội Việt Nam: Tổng Thư ký là Phan Tư Nghĩa; thành lập ngày 22/7/1946
- Tổng Liên đoàn Lao động Việt Nam: thành lập ngày 28/7/1929
- Hội Liên hiệp Phụ nữ Việt Nam (bao gồm Đoàn Phụ nữ Cứu quốc Việt Nam): thành lập ngày 20/10/1930
- Đoàn Thanh niên Cứu quốc Việt Nam: thành lập ngày 26/3/1931
- Đội Thiếu nhi cứu quốc Việt Nam: thành lập ngày 15/5/1941

### Các đảng phái đối lập
Hai tổ chức Việt Nam Quốc dân Đảng, Việt Nam Cách mệnh Đồng minh Hội chỉ tham gia vài tháng, sau chỉ một số thành phần tham gia.
- Việt Nam Quốc dân Đảng (còn gọi là Việt Quốc)[5][6]: Phan Khôi, Chu Bá Phượng
- Việt Nam Cách mệnh Đồng minh Hội (còn gọi là Việt Cách)[7][8]: Đinh Chương Dương (sau 1941), Bồ Xuân Luật, Hồ Đức Thành, Trương Trung Phụng (sau 1945)

## Sát nhập với Việt Minh
Năm 1951 tại Tuyên Quang, Việt Minh và Hội Liên Việt sáp nhập để hình thành một mặt trận dân tộc, gọi là Mặt trận Liên Việt (do Tôn Đức Thắng làm chủ tịch, Hồ Chí Minh làm chủ tịch danh dự).
Trong tháng 3 năm 1951 Đảng Lao động Việt Nam chính thức gia nhập Mặt trận Liên Việt.